# Émeute de Tinnevely
L'émeute de Tinnevely est une flambée de violence qui s'est produite dans la ville de Tinnevely, dans la présidence de Madras, en Inde britannique, le 17 mars 1908. Cette flambée fait suite à l'arrestation puis à la condamnation des nationalistes indiens Subramaniya Siva (en) et V. O. Chidambaram Pillai.

## Déroulement
V. O. Chidambaram Pillai et Subramaniya Siva ont été arrêtés à Tuticorin le 12 mars 1908 pour avoir prononcé des discours incendiaires. À la suite de leur arrestation, une grave émeute a éclaté dans le quartier voisin de Tinnevely en signe de protestation. Tous les bâtiments publics, à l'exception de la mairie, ont été attaqués et des meubles détruits sans qu'il n'y ait eu de morts. Vingt-sept personnes ont été condamnées pour avoir participé à l'émeute.